# María Félix
María de los Ángeles Félix Güereña (* 8. April 1914 in Álamos, Sonora; † 8. April 2002 in Mexiko-Stadt) war eine mexikanische Filmschauspielerin. Aufgrund ihres hohen Ansehens wurde sie besonders in ihren späteren Jahren „La Doña“ genannt. Sie gilt neben Dolores del Río als das „schönste Gesicht des mexikanischen Films“.

## Leben
In Guadalajara wurde María Félix zur Karnevalskönigin gewählt. Gegen Ende der 1930er Jahre ging sie nach Mexiko-Stadt, wo sie von Fernando Palacio für den Film entdeckt wurde. Ihr Filmdebüt hatte sie 1942 in El peñón de las ánimas von Miguel Zacarías. 1948 spielte sie ihre bekannteste Rolle in Mare nostrum, und 1950 spielte sie neben Rebeca Iturbide und Perla Aguiar in Doña Diabla. Sie avancierte in den 1940er Jahren zum Star des lateinamerikanischen Films und wurde von Jean Cocteau, Diego Rivera und Leonora Carrington porträtiert. Sie drehte mit namhaften mexikanischen Regisseuren wie Emilio Fernández, Julio Bracho, Luis Buñuel (damals mexikanischer Staatsbürger) und Fernando de Fuentes sowie im Ausland unter anderem mit Jean Renoir. Zumeist auf den Rollentyp der Femme fatale festgelegt, konnte sie ihr Repertoire erst Ende der 1950er Jahre um starke Frauenpersönlichkeiten erweitern.
1986 wurde sie für ihr Lebenswerk als erste Preisträgerin mit dem mexikanischen Ehrenfilmpreis Ariel de Oro ausgezeichnet.
María Félix war viermal verheiratet, unter anderem mit dem Sänger und Schauspieler Jorge Negrete und dem Sänger Raúl Prado. Mit dem Komponisten und Sänger Agustín Lara war sie liiert. Lara schrieb für sie das Lied María Bonita. Sie starb an ihrem 88. Geburtstag an Herzversagen.

## Filmografie
- 1943: El peñón de las Ánimas
- 1943: María Eugenia
- 1943: Doña Bárbara
- 1944: Amok
- 1944: La monja alférez
- 1944: China poblana
- 1944: La mujer sin alma
- 1945: El monje blanco
- 1946: Die Fackel der Liebe (Enamorada)
- 1946: La mujer de todos
- 1946: La devoradora
- 1946: Vértigo
- 1947: La diosa arrodillada
- 1948: Mare Nostrum
- 1948: Maclovia
- 1948: Que Dios me perdone
- 1948: Rio Escondido (Río Escondido)
- 1949: Una mujer cualquiera
- 1950: La noche del sábado
- 1950: Doña Diabla
- 1951: Messalina (Messalina)
- 1951: Incantesimo tragico
- 1951: La corona negra
- 1953: Reportaje
- 1953: La pasión desnuda
- 1954: Die Affären einer Primadonna (La bella Otero)
- 1954: El rapto
- 1954: Camelia
- 1955: Die Helden sind müde (Les héros sont fatigués)
- 1955: French Can Can (French Cancan)
- 1956: Canasta (Canasta de cuentos mexicanos)
- 1956: Die Rebellenbraut (La escondida)
- 1957: Tizoc
- 1957: Faustina
- 1958: Aschermittwoch (Miércoles de ceniza)
- 1959: Für ihn verkauf’ ich mich (La fièvre monte à El Pao)
- 1959: Sturm über Mexiko (La cucaracha)
- 1959: Sonatas
- 1959: Aufruhr der Gefühle (Flor de mayo (Topolobampo))
- 1959: Café Colón
- 1960: La estrella vacía
- 1961: Die Verdammten vom Rio Grande (Juana Gallo)
- 1963: La bandida
- 1964: Amor y sexo (Safo 1963)
- 1966: La Valentina
- 1970: La constitución (Fernsehserie, drei Episoden)
- 1970: Cristina (Fernsehserie, drei Episoden)
- 1971: La generala